# Op hoop van zegen (1986)
Op hoop van zegen is een film uit 1986, gebaseerd op het gelijknamige sociaal-kritische toneelstuk van Herman Heijermans uit 1900. De film gaat over de zware omstandigheden van de vissers en hun families die slechts instrumenten waren in de handen van op winst beluste reders.
Het oorspronkelijke toneelstuk was al enige malen eerder verfilmd.
Het werd voor het eerst verfilmd in het begin van de twintigste eeuw. Vervolgens is het stuk driemaal toneelmatig verfilmd door respectievelijk Maurits Binger (1918), James Bauer (1924) en Alex Benno (1934). De verhaallijn is voor alle films en het toneelstuk hetzelfde.

## Verhaal
Nadat de vijftienjarige Barend, de jongste zoon van Knier, wier man en twee kinderen op zee zijn omgekomen, voor zijn ogen een schipper heeft zien doodgaan wijst hij het uitzichtloze vissersleven van de hand. Hij zoekt ander werk, maar het blijkt niet mogelijk uit het armzalige bestaan weg te komen.
De oude vissersboot De Hoop is niet meer zeewaardig. Reder Bos laat hem toch weer uitvaren, zonder hem grondig te laten repareren. Hiermee wil hij een ongeluk veroorzaken zodat hij het geld van de verzekering kan opstrijken.
Uiteindelijk gaat Barend met zijn broer Geert, die een poosje in de gevangenis heeft gezeten en die vanwege zijn socialistische opvattingen door Bos niet geliefd is, aan boord van De Hoop.
Tijdens een hevige storm vergaat De Hoop en iedereen, waaronder Barend en Geert, komt om.

## Achtergrond
Op hoop van zegen geeft inzicht in de maatschappij van destijds. Het belangrijkste thema is in dit verband het standenverschil: de arbeider (zeeman) is een instrument in de handen van de rijke baas, die niet op een leven meer of minder kijkt. Barend zet zich af tegen het vissersbestaan, maar leert dat afkomst bepaalt.

### Prijzen
- 1989 Publieksprijs (Nederlands Film Festival)

## Veranderingen ten opzichte van eerdere films
Het scenario werd op maat gesneden voor Danny de Munk. De vijftienjarige Barend werd een brutaal ventje. Door reder Bos niet zo zeer als misdadige kapitalist op te voeren, omdat dat vandaag de dag niet meer zou worden herkend, maar hem wat te nuanceren en een allesbestierende vrouw te geven, raakte men op behoorlijke afstand van Heijermans.
De grootste wijziging, waarvan de kritieken niet van de lucht waren, was het toevoegen van een opbloeiende verhouding tussen de dochter van reder Bos en Barend.

### Trivia
- De scène waarin De Hoop vergaat beslaat slechts 5 % van de film, maar heeft zo'n 500 000 gulden gekost. De scène werd opgenomen in de Engelse Pinewood Studios.
- De film werd grotendeels opgenomen in het Zuid-Hollandse Goedereede en het Zeeuwse Yerseke.
- De eerste verfilming uit het begin van de twintigste eeuw is zoekgeraakt.
- Van de verfilming uit 1918 wordt gezegd dat slechts een deel van de film bestaat.
- Piet Römer wilde de rol van reder Bos, maar uiteindelijk verkoos men Rijk de Gooyer.